# Manfred Fruhmann
Manfred Fruhmann (* 11. Dezember 1956 in Graz) ist ein ehemaliger österreichischer Fußballspieler. Er spielte in der Saison 1976/77 ein Spiel für den SK Sturm Graz in der österreichischen Bundesliga.

## Karriere

### Verein
Fruhmann begann seine Jugendkarriere bei SK Sturm Graz und durchlief dort alle Jugendmannschaften. Mit 20 Jahren schaffte er den Sprung in die erste Mannschaft und machte im Mai 1977 sein erstes Spiel gegen Admira Wacker. Danach absolvierte er kein weiteres Spiel als Profi und wechselte noch 1977 zum Amateurverein SC Waagner-Biro in Graz.

## Erfolge
- Österreichischer U21 Meister 1975/1976 (SK Sturm Graz)